# Gouvernement Sánchez III
Pour les articles homonymes, voir Gouvernement Sánchez.
Royaume d'Espagne
Sánchez II 
Le gouvernement Sánchez III (en espagnol : Tercer Gobierno Sánchez) est le gouvernement du royaume d'Espagne depuis le 21 novembre 2023, sous la XVe législature des Cortes Generales.
Il est dirigé par le socialiste Pedro Sánchez et formé après les élections générales anticipées du 23 juillet 2023 puis l'échec d'Alberto Núñez Feijóo à obtenir l'investiture du Congrès des députés. Il se compose de 22 ministres, dont quatre portent le titre de vice-présidente du gouvernement.
Minoritaire aux Cortes Generales, il est constitué d'une coalition entre le Parti socialiste et l'alliance de partis Sumar. Il bénéficie du soutien sans participation de plusieurs partis nationalistes périphériques et indépendantistes catalans.
Il succède au gouvernement Sánchez II, qui assumait la gestion des affaires courantes depuis les élections générales.

## Historique du mandat
Dirigé par le président du gouvernement socialiste sortant Pedro Sánchez, ce gouvernement est constitué d'une coalition de centre gauche entre le Parti socialiste ouvrier espagnol (PSOE), le Parti des socialistes de Catalogne (PSC) et l'alliance Sumar (SMR). Ensemble, ils disposent de 152 députés sur 350, soit 43,4 % des sièges du Congrès des députés, et 93 sénateurs sur 266, soit 35 % des sièges du Sénat.
Il est formé à la suite des élections générales anticipées du 23 juillet 2023.
Il succède donc au gouvernement Sánchez II, constitué du PSOE, du PSC et de l'alliance Unidas Podemos.

### Contexte
Le 29 mai 2023, au lendemain de la défaite du Parti socialiste et d'Unidas Podemos aux élections municipales et régionales, Pedro Sánchez annonce que le Conseil des ministres prononcera le jour même la dissolution des Cortes Generales et la convocation d'élections générales anticipées pour le 23 juillet.
Au cours de ce scrutin, le Parti socialiste est devancé par le Parti populaire (PP) d'Alberto Núñez Feijóo, mais celui-ci ne semble pas en mesure de réunir une majorité suffisante pour gouverner, même avec le soutien de Vox. Pedro Sánchez peut donc envisager de se maintenir au pouvoir, à condition d'obtenir le soutien des indépendantistes catalans, notamment Ensemble pour la Catalogne (Junts), de l'ex-président de Catalogne, Carles Puigdemont.
Le 22 août, le roi Felipe VI propose Alberto Núñez Feijóo comme candidat à l'investiture du Congrès des députés, puisqu'il dirige le parti arrivé en tête et qu'aucune majorité parlementaire alternative n'a pu lui être présentée. Lors du premier vote d'investiture le 27 septembre, il échoue à remporter la confiance des députés par 172 voix pour et 178 voix contre. Le second vote, qui requiert la majorité simple, se tient 48 h plus tard et confirme le rejet de sa candidature, par 172 voix pour, 177 voix contre et 1 vote nul, celui d'un député de Junts ayant voté « oui » puis « non » à quelques secondes d'intervalle.

### Négociations parlementaires

#### Coalition avec Sumar
À la suite de l'échec définitif de Feijóo, Felipe VI propose le 3 octobre la candidature de Pedro Sánchez à la présidence du gouvernement. Celui-ci avait fait savoir, dès le 31 juillet via une vidéo publiée sur X, qu'il était disponible pour une telle candidature.
Pedro Sánchez rencontre Yolanda Díaz dès le lendemain de sa désignation royale, et les deux responsables s'entendent pour accélérer les négociations déjà en cours entre le Parti socialiste ouvrier espagnol et Sumar, afin de conclure un accord de coalition avant la fin du mois. Le 24 octobre, le président du gouvernement et la ministre du Travail sortants annoncent que le Parti socialiste et Sumar ont conclu un accord de coalition pour former ensemble le prochain gouvernement. Les deux responsables signent publiquement le pacte quelques heures plus tard, qui prévoit notamment une réduction du temps de travail à 37 h 30 hebdomadaires, quatre décennies après le passage aux 40 heures.
L'accord de coalition est ratifié par les militants socialistes lors d'un vote interne organisé du 30 octobre au 4 novembre, à 87,1 % avec 63 % de participation au sein du PSOE et à 85,4 % acec 61 % au sein du PSC.
Au sein de Sumar, la base d'Izquierda Unida (IU) approuve le pacte de coalition lors d'un vote interne sur trois jours, et dont les résultats dévoilés le 6 novembre montrent un soutien de 85,1 % des exprimés avec un taux de participation de 32 % des inscrits. Catalogne en commun (CatComù) indique, le 7 novembre, que ses militants ont ratifié l'accord de coalition par 95,2 % des suffrages exprimés. Le lendemain, la Coalition Compromís fait savoir que les militants des trois partis qui la composent — Més-Compromís, Initiative du peuple valencien et VerdsEquo du Pays valencien — ont validé eux aussi l'accord, par 88,8 % des voix et 85 % de participation à l'issue d'un scrutin de deux jours. Consultés entre le 11 et le 14 novembre, les militants de Podemos soutiennent à 86,1 % que leurs cinq députés votent pour l'investiture de Pedro Sánchez.

#### Accord avec les partis territoriaux
Pedro Sánchez entreprend à partir du 10 octobre de se réunir avec les différents partis territoriaux, en commençant par le Parti nationaliste basque (EAJ/PNV) et le Bloc nationaliste galicien (BNG), sans s'assurer leur soutien à ce stade. Il s'entretient le lendemain avec la Gauche républicaine de Catalogne (ERC), d'abord au téléphone avec son président, Oriol Junqueras, puis en présentiel au siège du Congrès avec le porte-parole de son groupe parlementaire, Gabriel Rufián, qui rejette l'idée d'un accord politique valable pour toute la législature,. Il voit dans la foulée l'Union du peuple navarrais (UPN) et la Coalition canarienne (CCa), la première annonçant son opposition tandis que la seconde se dit prête à s’abstenir.
Le 13 octobre, il rencontre Euskal Herria Bildu (EH Bildu), devenant le premier président du gouvernement à poser pour une photo avec des représentants de la gauche indépendantiste basque autrefois liée à ETA alors que jusqu'ici, il déléguait les réunions avec Bildu à la direction du groupe parlementaire. À l'issue de cet entretien, vertement critiqué par le Parti populaire et l'Association des victimes du terrorisme, Bildu assure le vote favorable de ses six députés à Pedro Sánchez. Il se réunit ensuite et pour finir avec Ensemble pour la Catalogne (Junts), parti de l'ex-président catalan Carles Puigdemont, dont la porte-parole parlementaire Míriam Nogueras affirme que le PSOE et Junts sont loin d'un accord.
Lors d'une réunion du comité fédéral — parlement — du Parti socialiste le 28 octobre, Pedro Sánchez défend pour la première fois publiquement l'amnistie pour les personnes mises en cause par la justice à raison de leur participation à l'organisation du référendum sur l'indépendance de la Catalogne en 2017, une condition posée par ERC et Junts pour permettre son investiture. Le secrétaire à l'Organisation du PSOE, Santos Cerdán, se réunit deux jours plus tard avec Carles Puigdemont, marquant la première rencontre publique entre un responsable socialiste et l'ex-président de Catalogne depuis 2017 et signifiant un engagement clair des deux partis à conclure un accord.
Le ministre de la Présidence sortant, Félix Bolaños, et Oriol Junqueras signent le 2 novembre l'accord d'investiture entre le PSOE et ERC, qui prévoit effectivement le vote d'une loi d'amnistie ainsi que le transfert des Rodalies de Catalunya à la généralité de Catalogne et l'annulation d'une partie de la dette de la Catalogne envers l'État. Les militants d'ERC valident le pacte conclu avec le PSOE dès le lendemain à 89 %, avec une participation de 43,6 %. Le 9 novembre intervient la signature, attendue depuis plusieurs jours mais sans cesse repoussée, de l'accord entre le Parti socialiste et Ensemble pour la Catalogne. Ce document prévoit une large amnistie, y compris dans les cas de guerre juridique, la mise en place d'un mécanisme de vérification de mise en œuvre de l'accord assumé par une personnalité internationale, et une négociation autour de la reconnaissance de la Nation catalane. Il est signé par le secrétaire à l'Organisation du PSOE, Santos Cerdán, et le secrétaire général de Junts, Jordi Turull. Junts ratifie le pacte avec le PSOE en deux temps, d'abord par un vote de son conseil national le 10 novembre, puis par un référendum interne les deux jours suivants, qui se conclut par un vote positif à 86,2 % avec une participation de 67 %.
Le Parti socialiste et le Bloc nationaliste galicien s'entendent le 3 novembre sur un accord permettant le vote favorable de l'unique député nationaliste galicien à l'investiture de Pedro Sánchez. L'entente entre les deux formations tourne notamment autour des infrastructures routières, des services ferroviaires et d'une présence plus forte de la justice spécialisée dans la violence contre les femmes. Il est ratifié, le même jour, par la commission exécutive du BNG. Le contrat entre les deux partis est signé le 6 novembre par la vice-secrétaire générale du PSOE, María Jesús Montero, et la porte-parole nationale du BNG, Ana Pontón.
Le Parti nationaliste basque parvient à son tour à conclure un accord d'investiture le 10 novembre avec le Parti socialiste. Il engage le gouvernement à achever l'ensemble des transferts de compétences prévus par le statut d'autonomie du Pays basque mais pas encore réalisés, promeut le développement de la langue basque et organise un mécanisme de vérification de la mise en œuvre des engagements ainsi pris. Il est signé par Pedro Sánchez et Andoni Ortuzar, qui est le seul dirigeant nationaliste à ratifier un accord d'investiture aux côtés du secrétaire général du PSOE. Quelques heures plus tard, le PSOE et la Coalition canarienne s'entendent pour que l'unique députée nationaliste des Canaries vote en faveur de l'investiture de Pedro Sánchez. L'entente, qui exclut expressément le soutien de la Coalition canarienne à la loi d'amnistie et comprend tout un programme destiné à l'archipel, est signée peu après par María Jesús Montero et le secrétaire à l'Organisation de la CCa, David Toledo.
Grâce à l'ensemble des soutiens obtenus, Pedro Sánchez s'assure le vote favorable de 179 députés sur 350, soit trois voix de plus que la majorité absolue requise pour être investi dès le premier vote par le Congrès des députés.

### Investiture

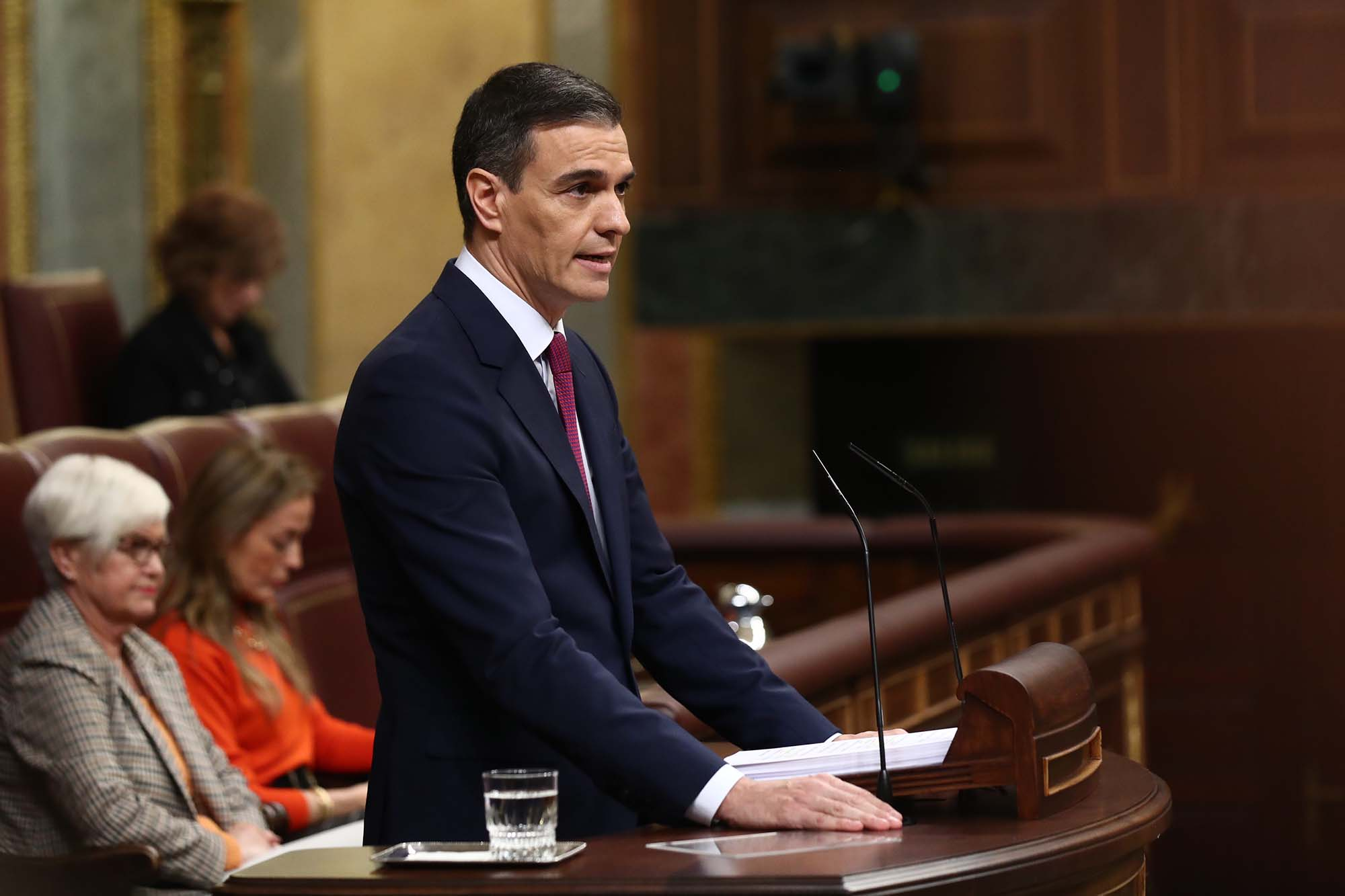
Pedro Sánchez obtient l'investiture du Congrès à la majorité absolue le 16 novembre 2023.

La présidente du Congrès des députés, Francina Armengol, annonce le 13 novembre 2023 avoir convoqué le débat et le vote d'investiture de Pedro Sánchez les 15 et 16 novembre suivants. Le 16 novembre, celui-ci obtient effectivement l'investiture du Congrès dès le premier vote, par 179 voix pour et 171 voix contre, 116 jours après la tenue des élections générales. Seuls le Parti populaire, Vox et l'Union du peuple navarrais s'opposent à sa candidature. C'est la première fois depuis Mariano Rajoy en 2011 qu'un candidat à l'investiture l'emporte à la majorité absolue.
Francina Armengol informe formellement le roi du résultat le jour-même, après quoi celui-ci annonce que Pedro Sánchez prêtera serment de fidélité à la Constitution et de loyauté au monarque le lendemain, 17 novembre, au palais de la Zarzuela. Le 17 novembre, le décret de nomination du président du gouvernement est publié au Bulletin officiel de l'État, puis Pedro Sánchez prête serment devant le roi, en présence des plus hautes autorités de l'État.

### Formation

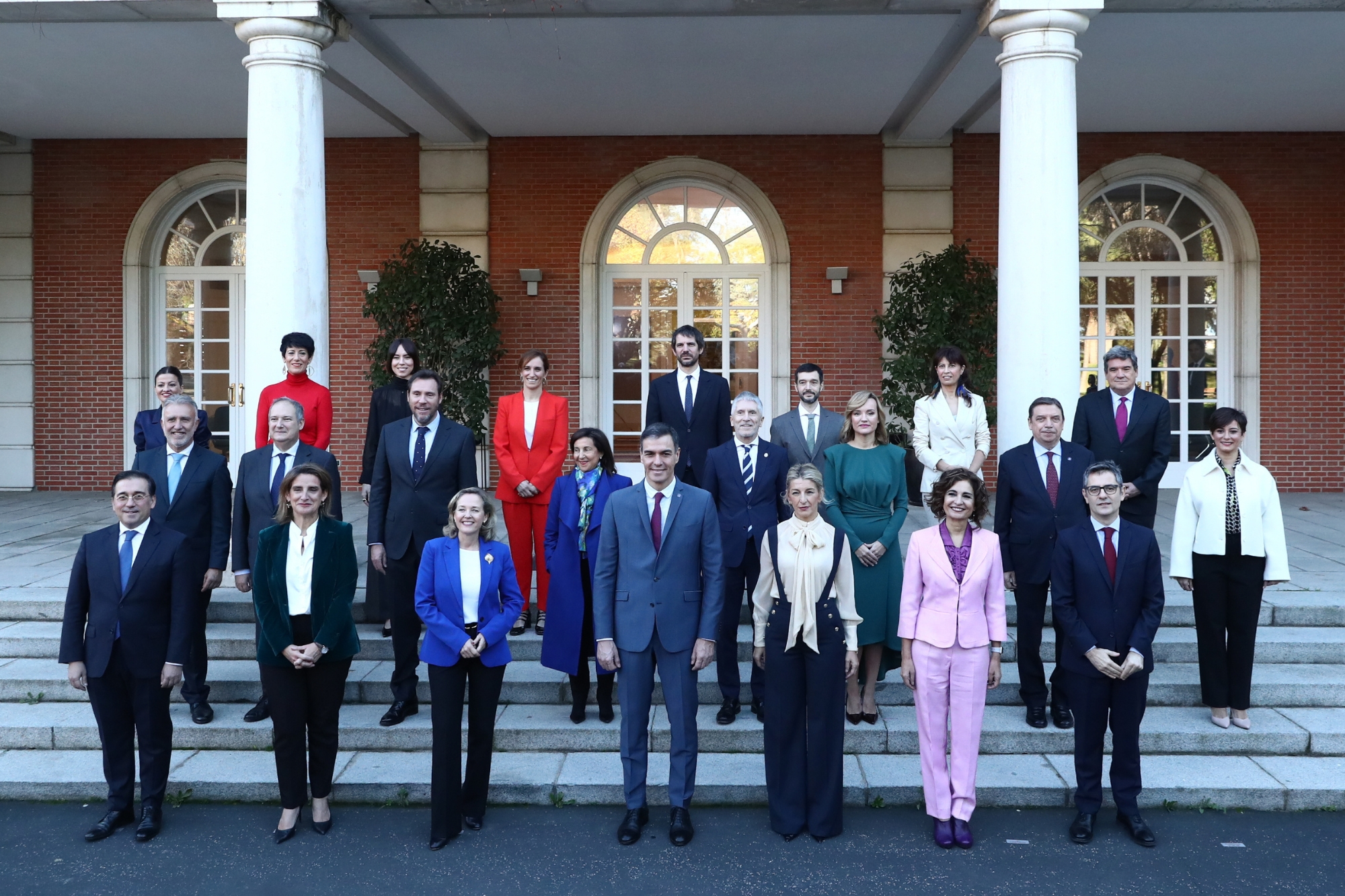
Pedro Sánchez forme un gouvernement de 22 ministres, entre continuité et poids politique renforcé.

La composition de l'exécutif est dévoilée dans la matinée du 20 novembre 2023. Formant un gouvernement de 22 ministres, soit autant que l'équipe précédente, Pedro Sánchez fait à la fois le choix de la continuité et du renforcement du poids politique de son équipe dans la perspective d'une législature complexe,.
Il promeut ainsi María Jesús Montero au rang de vice-présidente, ramenant leur nombre à quatre comme au début de son deuxième mandat. Félix Bolaños, ministre de la Présidence et principal architecte de la loi d'amnistie des indépendantistes catalans, conserve son portefeuille mais le renforce en absorbant celui de la Justice. La ministre de l'Éducation, Pilar Alegría, augmente ses compétences en récupérant les Sports au détriment du ministère de la Culture, dans la perspective de la préparation du Mondial de football 2030, et assume le porte-parolat du gouvernement, fonction qu'elle occupe déjà au sein de la direction du PSOE. Pedro Sánchez choisit Ángel Víctor Torres, vainqueur malheureux des élections régionales aux Canaries, ex-président de l'archipel et présentant un profil éloigné de la capitale et ouvert au dialogue, pour occuper le ministère de la Politique territoriale, crucial dans le cadre d'un mandat marqué par les discussions sur le modèle territorial. Bien que le Parti des socialistes de Catalogne ait joué un rôle décisif dans le résultat final de Pedro Sánchez, il passe de deux à un ministère, obtenant le portefeuille de l'Industrie,.
Avec cinq ministères, Sumar conserve le niveau de représentation qu'occupait avant lui Unidas Podemos dans le précédent exécutif. Pour ses départements, Yoland Díaz en appelle également à des profils très politiques, notamment Ernest Urtasun comme ministre de la Culture et Mónica García en tant que ministre de la Santé. Après que Podemos a refusé que Nacho Álvarez soit ministre des Droits sociaux, ce portefeuille revient à Pablo Bustinduy et aucun département n'est confié au parti de la gauche radicale, ce qui acte la sortie de Ione Belarra et Irene Montero du Conseil des ministres. À l'exception de Díaz, aucun ministre proposé par Sumar ne faisait partie du gouvernement sortant,.
L'ensemble des ministres prête serment et entre en fonction le 21 novembre, au palais de la Zarzuela devant le roi Felipe VI.

### Rupture avec Podemos
Le 5 décembre 2023, Podemos annonce, de manière inattendue mais prévisible, qu'il rompt la coalition Sumar et que ses cinq députés sortent du groupe parlementaire pour rejoindre le groupe mixte. Podemos critiquait depuis des semaines la posture de Yolanda Díaz à son égard, considérant qu'il était réduit au silence et qu'il avait été évincé du gouvernement. À l'occasion de cette rupture, il revendique d'avoir ses propres positions, prenant l'exemple de la guerre en cours entre Israël et le Hamas, alors que l'accord conclu pour intégrer Sumar comprenait un engagement de Podemos à être membre du groupe parlementaire pendant toute la législature. Il indique qu'il négociera directement avec l'exécutif le contenu des projets de loi de finances.

### Évolution

#### Décembre 2023

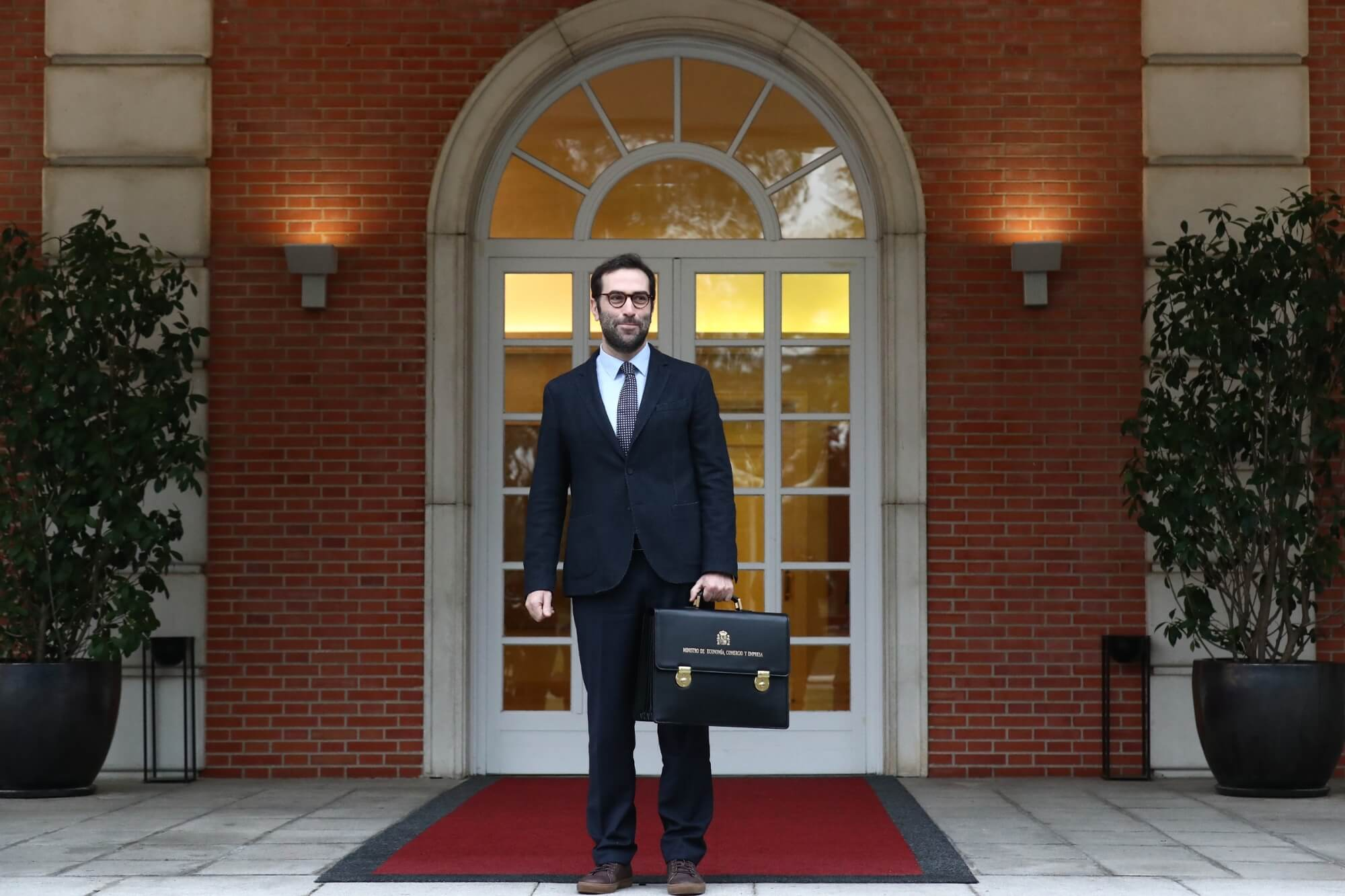
Carlos Cuerpo remplace Nadia Calviño.

La première vice-présidente du gouvernement et ministre de l'Économie, Nadia Calviño, est désignée le 8 décembre 2023 future présidente de la Banque européenne d'investissement (BEI). Contraint de procéder à un remaniement ministériel, Pedro Sánchez annonce le 29 décembre que María Jesús Montero est promue première vice-présidente, la nomination du technocrate Carlos Cuerpo comme ministre de l'Économie, du Commerce et des Entreprises, la suppression de la quatrième vice-présidence et le transfert des compétences en matière de fonction publique au ministère de la Transformation numérique, désormais baptisé « ministère de la Transformation numérique et de la Fonction publique ».
La cérémonie d'assermentation a lieu le jour-même au palais de la Zarzuela devant Felipe VI.

#### Septembre 2024

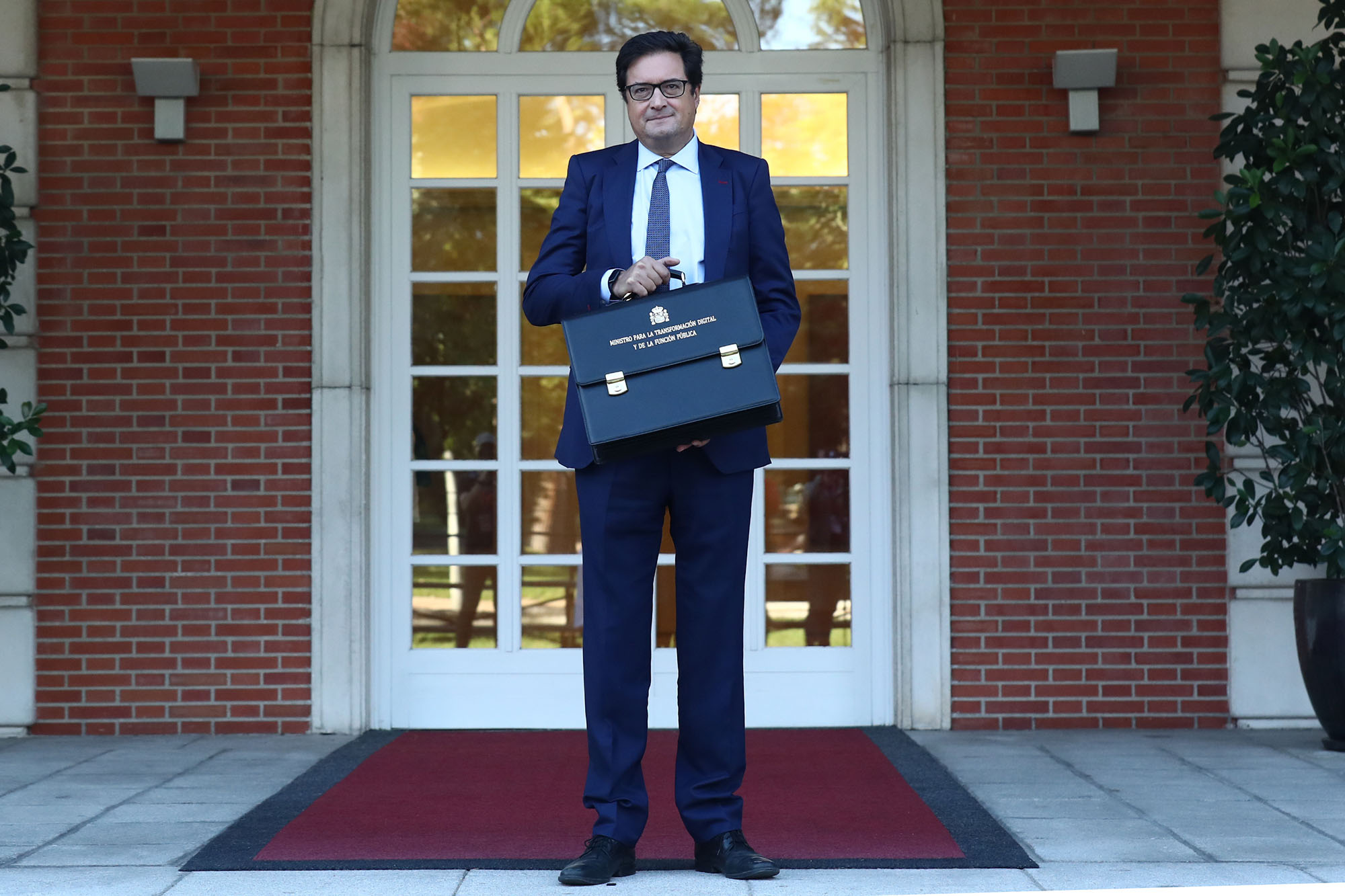
Óscar López remplace José Luis Escrivá.

Comme l'avait révélé dès le mois de juillet le journal El País, le ministre de l'Économie Carlos Cuerpo annonce formellement le 4 septembre 2024 au Congrès des députés que le gouvernement a l'intention de nommer le ministre de la Transformation numérique José Luis Escrivá comme nouveau gouverneur de la Banque d'Espagne. Pedro Sánchez indique peu après son intention de le remplacer à la table du Conseil des ministres par son directeur de cabinet, Óscar López.
Il est assermenté par le roi deux jours plus tard au palais de la Zarzuela.

#### Novembre 2024

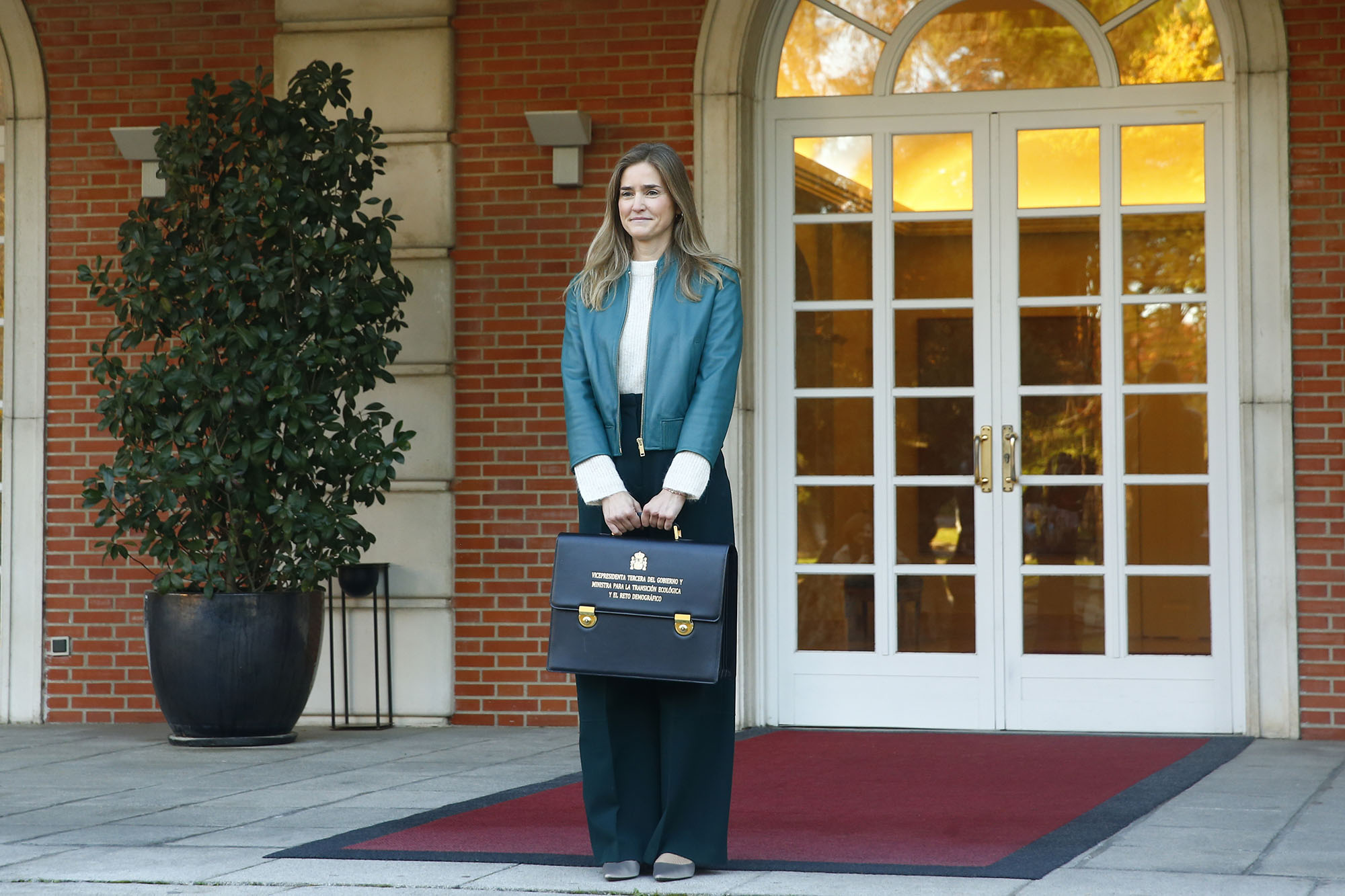
Sara Aagesen remplace Teresa Ribera.

Lors de sa désignation en avril 2024 comme tête de liste du PSOE pour les élections européennes du 9 juin, la vice-présidente du gouvernement et ministre de la Transition écologique Teresa Ribera est pressentie pour devenir la prochaine commissaire européenne espagnole. Officiellement proposée le 28 août suivant par le Conseil des ministres et désignée le 17 septembre vice-présidente exécutive à la Transition énergétique et commissaire à la Concurrence, Teresa Ribera est confirmée le 20 novembre par les commissions compétentes du Parlement européen. Le 22 novembre, le journal La Vanguardia révèle que Pedro Sánchez a l'intention de nommer la secrétaire d'État à l'Énergie Sara Aagesen pour prendre la succession de Teresa Ribera.
Elle est nommée puis assermentée par le roi trois jours plus tard au palais de la Zarzuela.

## Composition

### Initiale (21 novembre 2023)
- Par rapport au gouvernement Sánchez II, les nouveaux ministres sont indiqués en gras, ceux ayant changé d'attributions le sont en italique.

| Portefeuille                                                                                            | Titulaires | Titulaires | Titulaires                          | Parti   |
| --- | ---------- | ---------- | ----------------------------------- | ------- |
| Président du gouvernement                                                                               |            |            | Pedro Sánchez Pérez-Castejón        | PSOE    |
| Première vice-présidente du gouvernement Ministre de l'Économie, du Commerce et des Entreprises         |            |            | Nadia María Calviño Santamaría      | Sans    |
| Deuxième vice-présidente du gouvernement Ministre du Travail et de l'Économie sociale                   |            |            | Yolanda Díaz Pérez                  | SMR-PCE |
| Troisième vice-présidente du gouvernement Ministre de la Transition écologique et du Défi démographique |            |            | Teresa Ribera Rodríguez             | PSOE    |
| Quatrième vice-présidente du gouvernement Ministre des Finances et de la Fonction publique              |            |            | María Jesús Montero Cuadrado        | PSOE    |
| Ministre des Affaires étrangères, de l'Union européenne et de la Coopération                            |            |            | José Manuel Albares Bueno           | PSOE    |
| Ministre de la Présidence, de la Justice et des Relations avec les Cortes                               |            |            | Félix Bolaños García                | PSOE    |
| Ministre de la Défense                                                                                  |            |            | María Margarita Robles Fernández    | Sans    |
| Ministre de l'Intérieur                                                                                 |            |            | Fernando Grande-Marlaska Gómez      | Sans    |
| Ministre des Transports et de la Mobilité durable                                                       |            |            | Óscar Puente Santiago               | PSOE    |
| Ministre de l'Éducation, de la Formation professionnelle et des Sports Porte-parole du gouvernement     |            |            | María del Pilar Alegría Continente  | PSOE    |
| Ministre de l'Industrie et du Tourisme                                                                  |            |            | Jordi Hereu i Boher                 | PSC     |
| Ministre de l'Agriculture, de la Pêche et de l'Alimentation                                             |            |            | Luis Planas Puchades                | PSOE    |
| Ministre de la Politique territoriale et de la Mémoire démocratique                                     |            |            | Ángel Víctor Torres Pérez           | PSOE    |
| Ministre du Logement et des Programmes urbains                                                          |            |            | Isabel Rodríguez García             | PSOE    |
| Ministre de la Culture                                                                                  |            |            | Ernest Urtasun i Domènech           | CatComú |
| Ministre de la Santé                                                                                    |            |            | Mónica García Gómez                 | MM      |
| Ministre des Droits sociaux, de la Consommation et de l'Agenda 2030                                     |            |            | Pablo Bustinduy Amador              | Sans    |
| Ministre de la Science, de l'Innovation et de l'Enseignement supérieur                                  |            |            | Diana Morant Ripoll                 | PSOE    |
| Ministre de l'Égalité                                                                                   |            |            | Ana María del Carmen Redondo García | PSOE    |
| Ministre de l'Inclusion, de la Sécurité sociale et des Migrations                                       |            |            | Elma Saiz Delgado                   | PSOE    |
| Ministre de la Transformation numérique                                                                 |            |            | José Luis Escrivá Belmonte          | Sans    |
| Ministre de la Jeunesse et de l'Enfance                                                                 |            |            | Sira Abed Rego                      | IU      |

### Remaniement du 29 décembre 2023
- Par rapport à la composition précédente, les nouveaux ministres sont indiqués en gras, ceux ayant changé d'attributions le sont en italique.

| Portefeuille                                                                                            | Titulaires | Titulaires | Titulaires                                       | Parti   |
| --- | ---------- | ---------- | ------------------------------------------------ | ------- |
| Président du gouvernement                                                                               |            |            | Pedro Sánchez Pérez-Castejón                     | PSOE    |
| Première vice-présidente du gouvernement Ministre des Finances                                          |            |            | María Jesús Montero Cuadrado                     | PSOE    |
| Deuxième vice-présidente du gouvernement Ministre du Travail et de l'Économie sociale                   |            |            | Yolanda Díaz Pérez                               | SMR-PCE |
| Troisième vice-présidente du gouvernement Ministre de la Transition écologique et du Défi démographique |            |            | Teresa Ribera Rodríguez (jusqu'au 25/11/2024)    | PSOE    |
| Troisième vice-présidente du gouvernement Ministre de la Transition écologique et du Défi démographique |            |            | Sara Aagesen Muñoz                               | Sans    |
| Ministre des Affaires étrangères, de l'Union européenne et de la Coopération                            |            |            | José Manuel Albares Bueno                        | PSOE    |
| Ministre de la Présidence, de la Justice et des Relations avec les Cortes                               |            |            | Félix Bolaños García                             | PSOE    |
| Ministre de la Défense                                                                                  |            |            | María Margarita Robles Fernández                 | Sans    |
| Ministre de l'Intérieur                                                                                 |            |            | Fernando Grande-Marlaska Gómez                   | Sans    |
| Ministre des Transports et de la Mobilité durable                                                       |            |            | Óscar Puente Santiago                            | PSOE    |
| Ministre de l'Éducation, de la Formation professionnelle et des Sports Porte-parole du gouvernement     |            |            | María del Pilar Alegría Continente               | PSOE    |
| Ministre de l'Industrie et du Tourisme                                                                  |            |            | Jordi Hereu i Boher                              | PSC     |
| Ministre de l'Agriculture, de la Pêche et de l'Alimentation                                             |            |            | Luis Planas Puchades                             | PSOE    |
| Ministre de la Politique territoriale et de la Mémoire démocratique                                     |            |            | Ángel Víctor Torres Pérez                        | PSOE    |
| Ministre du Logement et des Programmes urbains                                                          |            |            | Isabel Rodríguez García                          | PSOE    |
| Ministre de la Culture                                                                                  |            |            | Ernest Urtasun i Domènech                        | CatComú |
| Ministre de l'Économie, du Commerce et des Entreprises                                                  |            |            | Carlos Cuerpo Caballero                          | Sans    |
| Ministre de la Santé                                                                                    |            |            | Mónica García Gómez                              | MM      |
| Ministre des Droits sociaux, de la Consommation et de l'Agenda 2030                                     |            |            | Pablo Bustinduy Amador                           | Sans    |
| Ministre de la Science, de l'Innovation et de l'Enseignement supérieur                                  |            |            | Diana Morant Ripoll                              | PSOE    |
| Ministre de l'Égalité                                                                                   |            |            | Ana María del Carmen Redondo García              | PSOE    |
| Ministre de l'Inclusion, de la Sécurité sociale et des Migrations                                       |            |            | Elma Saiz Delgado                                | PSOE    |
| Ministre de la Transformation numérique et de la Fonction publique                                      |            |            | José Luis Escrivá Belmonte (jusqu'au 06/09/2024) | Sans    |
| Ministre de la Transformation numérique et de la Fonction publique                                      |            |            | Óscar López Águeda                               | PSOE    |
| Ministre de la Jeunesse et de l'Enfance                                                                 |            |            | Sira Abed Rego                                   | IU      |